# 角川春樹
角川春樹（1942年1月8日—），日本企業家、電影導演、電影製作人、俳句詩人暨冒險家。曾任角川書店社長、現任角川春樹事務所董事長兼總經理、幻戲書房（幻戯書房）董事長。

## 家庭
角川春樹為角川源義與其元配富美子（舊姓鈴木）的長子，其姊為曾為歌人的作家邊見真弓、胞弟為角川歷彥。

## 概要
角川春樹出生於富山縣中新川郡水橋町（現富山市），在東京都杉並區成長。原本已考上早稻田大學歷史學系，後來應父親的請求改念與父親一樣的國學院大學文学系。在大學時參加拳擊社，因此愛好拳擊。
1965年，角川春樹進入父親創辦的角川書店任職，當時他引進美國電影的改編小說獲得成功，進一步鞏固接班人的地位。1970年代時以電影上映時同步將小說上市的策略獲得成功。因此開始跨足電影事業的經營，成立角川電影。
1993年8月29日，角川春樹遭千葉縣警方以走私毒品及侵吞公司公款等罪名逮捕並遭羈押，因而辭去角川書店總經理一職，由其胞弟角川歷彥接任。1994年以一億日元獲交保，
交保之後於1994年時以6億日圓收購飛鳥新社針對青少女所發行的流行雜誌《Popteen》，1995年脫離角川書店集團成立角川春樹事務所。
2000年日本最高法院判決有期徒刑四年定讞，2001年於東京八王子醫療監獄開始服刑，2002年移監至靜岡監獄，2004年獲假釋提前出獄。
角川春樹假釋後於2005年起重返電影製作，陸續發行了《男人們的大和》（男たちの大和/YAMATO）、《成吉思汗：征服到地與海的盡頭》（蒼き狼 地果て海尽きるまで）、《椿三十郎》（椿三十郎）及《神之謎》（神様のパズル）等作品，但除了《男人們的大和》，其他作品的票房大多不理想。

## 外部連結
- （日語） 角川春樹事務所 （页面存档备份，存于）
- （日語） 岩上安身 誰も書かなかった「角川家の一族」